# Ciriaco de Ancona

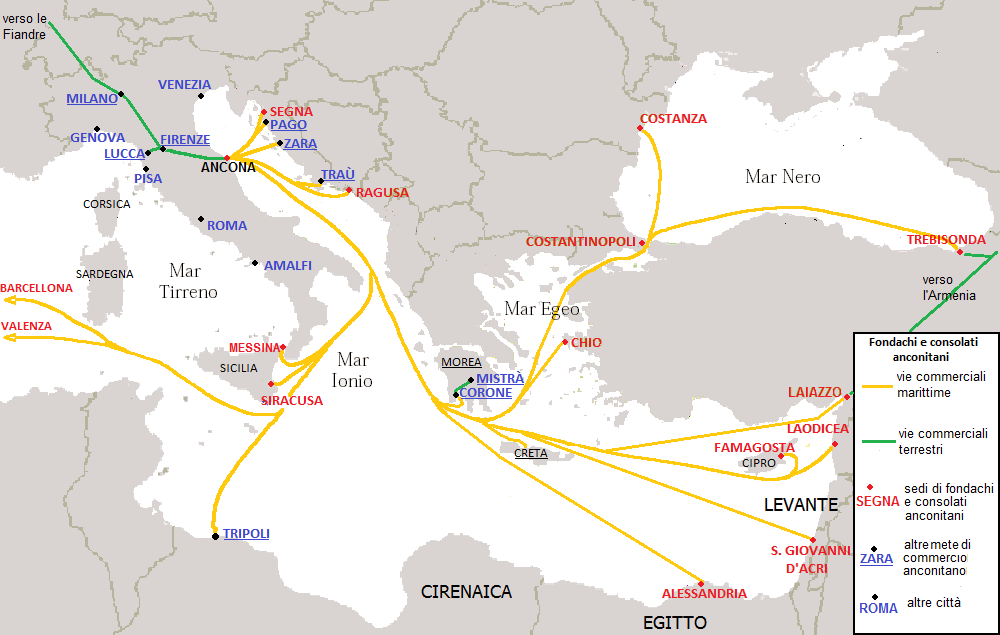
Las principales rutas y almacenes de la República de Ancona. Excepto Trípoli, Barcelona, Valencia y los puertos del mar Negro, todos fueron atendidos por Ciriaco durante sus viajes.

Ciriaco Pizzecolli, también conocido como Ciriaco d'Ancona o Ciriaco de Ancona (Ancona, 31 de julio de 1391-Cremona, c. 1455), fue un viajero y coleccionista de antigüedades italiano. Estuvo empleado por los otomanos en el sitio de Constantinopla. Fue de los primeros humanistas del Renacimiento que ha estudiado personalmente los restos físicos del mundo antiguo, y por tal motivo es a veces recordado como el padre de la arqueología.
Nacido en el seno de una familia de mercaderes se dedicó al comercio, oficio que pronto abandonó para dedicarse a los estudios de la Antigüedad clásica, de la cual investigó la historia y aprendió las lenguas. En numerosos viajes por Italia, Dalmacia, Grecia y Egipto redactó detalladas descripciones de los antiguos monumentos acompañándolas de ilustraciones realizadas por él mismo.
Dotado de una gran curiosidad, descubrió varios relictos y adquirió documentos y códices, acumulando la suficiente cantidad de datos como para escribir sus "I commentarii" ("Los Comentarios"), obra en seis volúmenes que desafortunadamente fue destruida en 1514 por el incendio que se produjo en la biblioteca de Alessandro y Constanza Sforza en Pésaro; asimismo redactó una serie de manuscritos documentales que donó a la ciudad de Ancona pero que en 1532 se perdieron durante el incendio del archivo de esa ciudad.

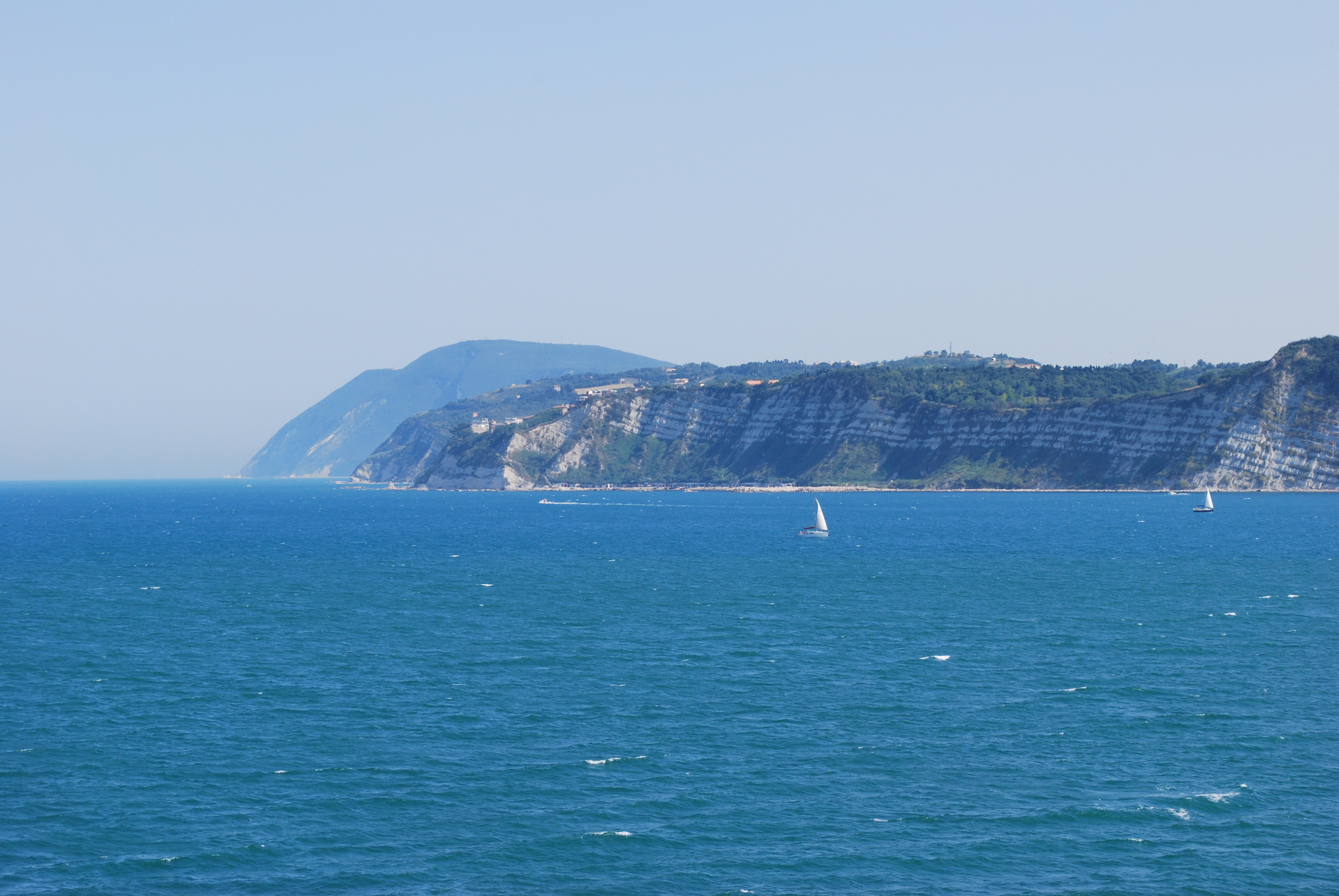
La vista de la ciudad desde la salida del puerto de Ancona
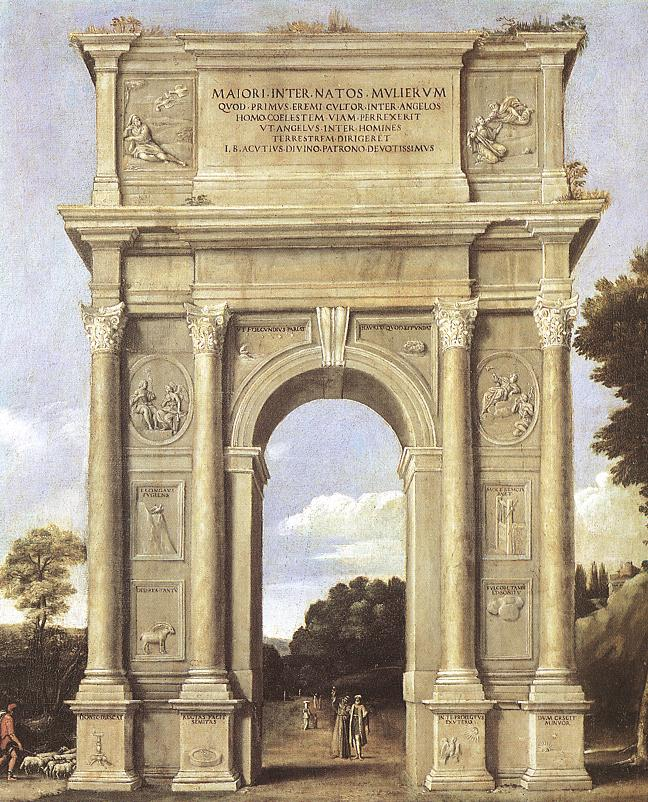
Arco de Traiano de Ancona (cuadro pintado por Domenichino)
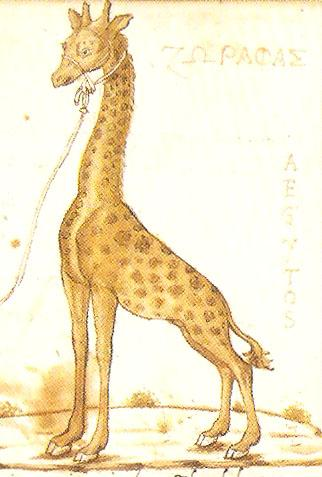
Una jirafa dibujada por Cirìaco
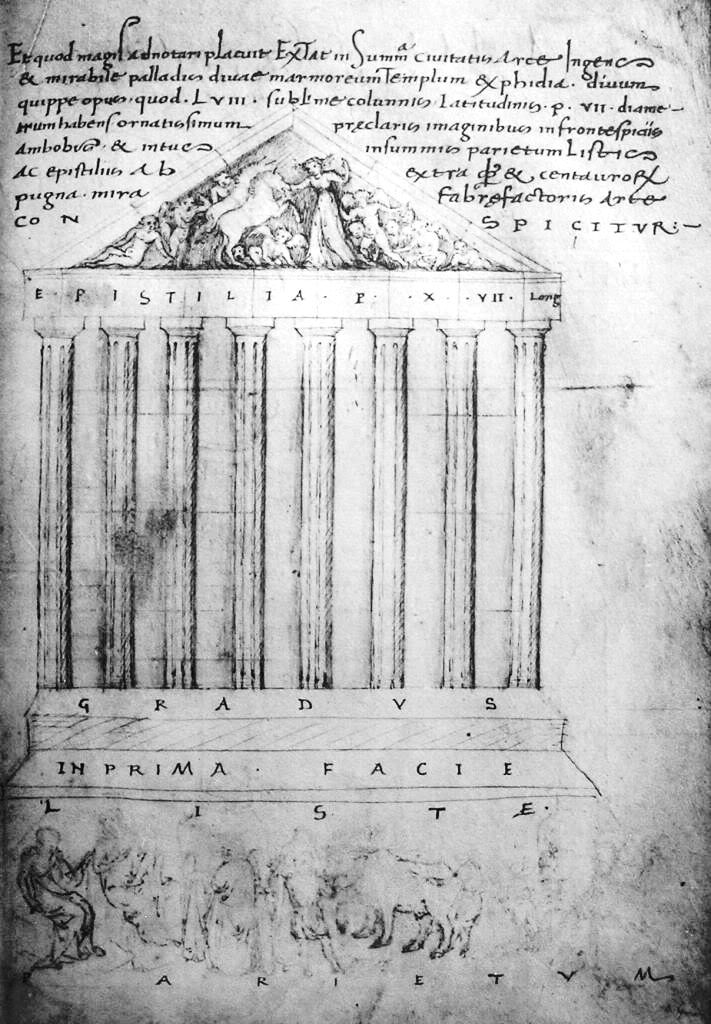
El Partenón (Atenas) dibujado por Cirìaco
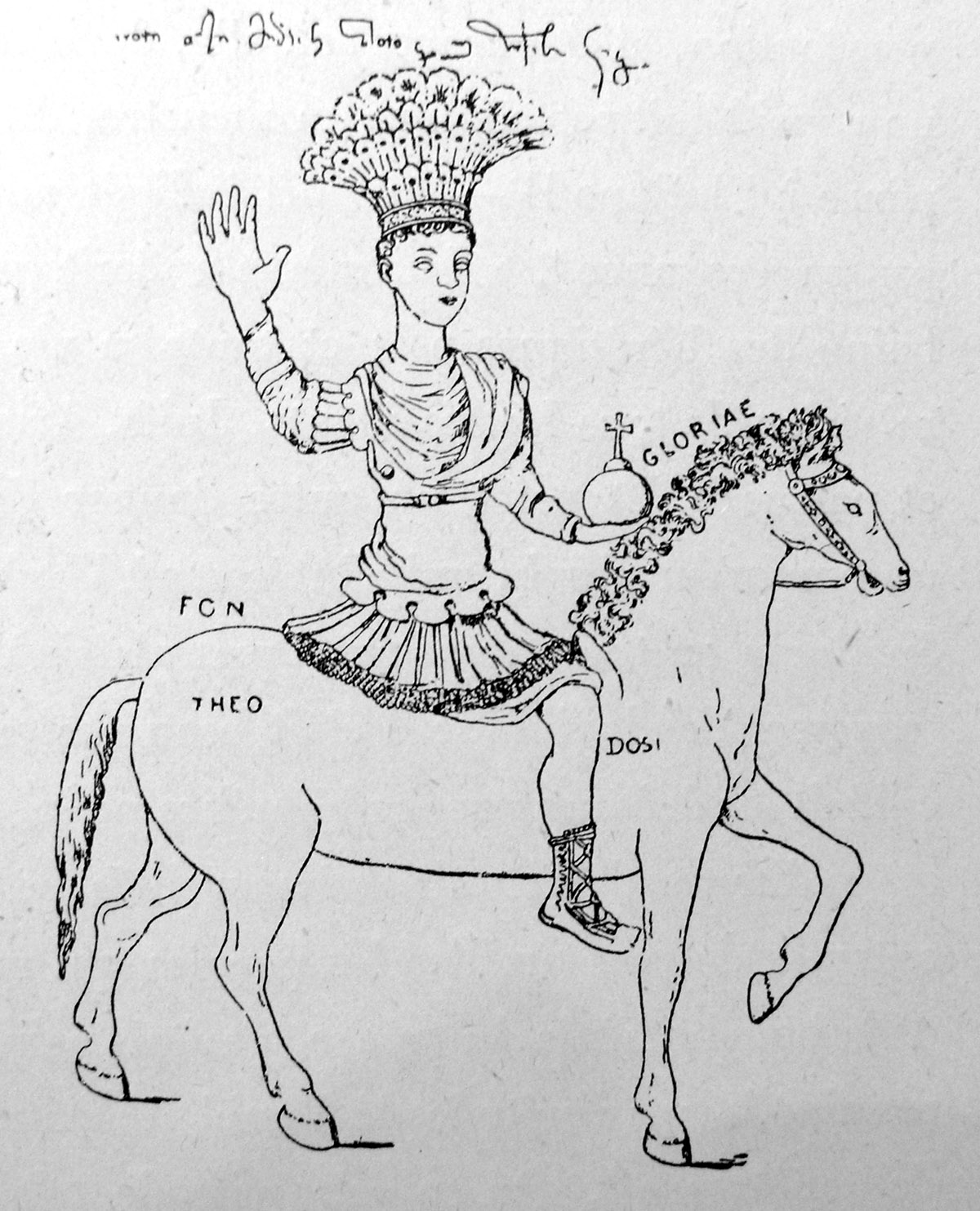
La estatua ecuestre de la Columna de Justiniano (Constantinopla) dibujada por Cirìaco